# 新政酒造
新政酒造株式会社（あらまさしゅぞう）は、秋田県秋田市にある日本酒の蔵元（酒蔵）である。創業は嘉永5年（1852年）で、協会六号酵母の発祥蔵としても著名である。創業当時は、初代 佐藤卯兵衛の名から「うへえの酒」と地元で親しまれていた。その後、明治政府が大綱に掲げた「新政厚徳」（「しんせいこうとく」厚き徳をもって新しい政をなす）の名称を頂き、四代目である佐藤佐吉の代に「新政」（あらまさ）と短く、訓読みすることになった。
一時は安売りにより債務超過の寸前に陥っていた。だが、東京大学卒業後ジャーナリストの仕事に就いていた佐藤祐輔が帰郷して八代目を継いでから、六号酵母と秋田県産酒米だけを使う高級路線に転換。当初は地元での反応は芳しくなかったが、東京などの酒販店や飲食店に販路が広がり、黒字化に成功した。
新政の製法を理解し、冷蔵による温度管理を徹底した取引先のみに卸す方針をとっている。2017年時点でも、金属タンク醸造から木桶への切り替え、生酛づくり、酒米の契約栽培や自社水田での無農薬栽培、特に秋田県農業試験場で品種改良された「秋田酒こまち」の活用といった様々な取り組みを模索している。また日本酒醸造における白麹（黒麹のアルビノ突然変異体）の使用は、新政が2009年に「亜麻猫」を発売して以来普及した。白麹は焼酎醸造に使われている麹菌であり、伝統的に日本酒醸造で使われてきた黄麹より遥かに多くのクエン酸を生成するため風味を損なう微生物の繁殖を防ぐ能力が高く、クエン酸由来の酸味が強い風味を持つ傾向に仕上がりやすい。酒母を作る比較的古い方法である生酛や山廃においても、より近代的な方法の速醸なみの速さででき、それらは速醸と違い人工的に作られた乳酸を添加しないため「無添加」の表示ができ、特に輸出する際のマーケティングの観点から有利である。

## 代表銘柄
現在（2021年3月時点）
- No.6　ナンバーシックス（X-type、R-type、S-type）
- No.6　ナンバーシックス 中取りタイプのダイレクト パス シリーズとして（X-type、R-type、S-type）の３種類がある。
- Colors　カラーズ（アッシュ、アース、ヴィリジアン、コスモス、ラピス、エクリュ）
- PRIVATE LAB　プライベートラボ（陽乃鳥、亜麻猫、天蛙、涅槃龜）
- 頒布会として実験的な限定酒が販売される。

過去
- 純米大吟醸　佐藤卯兵衛【純米大吟醸酒】
- 純米吟醸　グリーンラベル【純米吟醸酒】
- 特別純米　六號【特別純米酒】
- 秋田流純米【純米酒】
- 特選純米【純米酒】
- 粋撰【普通酒】

## 沿革
- 1852年 - 初代佐藤卯兵衛が、佐竹藩城下町の酒蔵として創業。
- 1912年 - 「合名会社佐卯商店」設立。
- 1935年 - 協会六号酵母発売。
- 1953年 - 「新政酒造株式会社」と改組。
- 2009年 - 使用酵母を協会六号系のみに限定。
- 2010年 - 原料米を秋田県産米に限定。
- 2012年 - 平成24酒造年度より全商品、純米造りの体制に移行。
- 2015年 - 2015～16年（平成27酒造年度）より「生酛純米蔵」となる。

## 過去の事業所
- 壜詰工場:秋田県秋田市新屋表町5-10

旧秋田中央銘醸株式会社、その前身は「渡辺幸四郎（屋号：勝平）」（1890年創業、1963年廃業し秋田中央銘醸（株）に譲渡される）
その後、新政酒造壜詰工場となるが、2010年に閉鎖し、秋田中央銘醸株式会社も解散。工場跡地は秋田市新屋ガラス工房となる。